# النادي القنيطري
النادي الرياضي القنيطري هو نادي رياضي مغربي، من مدينة القنيطرة تأسس في 5 ديسمبر 1938، ينشط في دوري الدرجة الثانية المغربي. ويُعتبر أول نادي مغربي يمثل البلاد في بطولة كأس العرب للأندية الأبطال من خلال المشاركة في النسخة الثانية من البطولة.

## البداية
البداية كانت أيام الحماية سنة 1938 عندما قام اثنان من أبنائها بتأسيسه وهما الصديق المكينسي وعبد القادر سباي الملقب ب «الطانطو».. وكان النادي مكونا فقط من اللاعبين المغاربة. أول سنة له في تاريخه الكروي بالقسم الشرفي ومن تم صعد للقسم الموالي ومنه نجح في الصعود للقسم الوطني المغربي الأول 1956 وكانت أول سنة كروية للنادي تحت إشراف الجامعة الملكية المغربية لكرة القدم. في سنة 1959 قاد الفريق السيد أحمد الصويري العبقري في ميدان كرة القدم والذي ظل الأب الروحي للنادي القنيطري، موسم بعد ذلك الفريق حقق أول لقب للبطولة أي سنة 1960 ليتبعه بكاس العرش سنة 1961.
في نهاية السبعينات وبداية الثمانينات تألّق وأصبح أكبر نادي في المغرب ومزود للمنتخب الوطني بلاعبين كبار أمثال بوجمعة بنخريف ونور الدين البويحياوي ومحمد البوساتي وخليفة العبد وغيرهم. فاز بالبطولة في سنوات 60 و 73 و 81 و 82..احتل الرتبة الثانية في البطولة سنة 1979 و 1985، فاز بكأس العرش في سنة 1961، و لعب في نهائي كأس العرش سنوات 69 و 76 و 91، وأصبح أول فريق مغربي يصل سنة 1983 إلى ربع نهاية كاس أفريقيا للأندية البطلة. في سنة 1984 بلغ نهاية كأس الأندية العربية البطلة.

شعار المدينة و الذي أستمد منه شعار النادي. (الإوزة و اللون الأخضر)

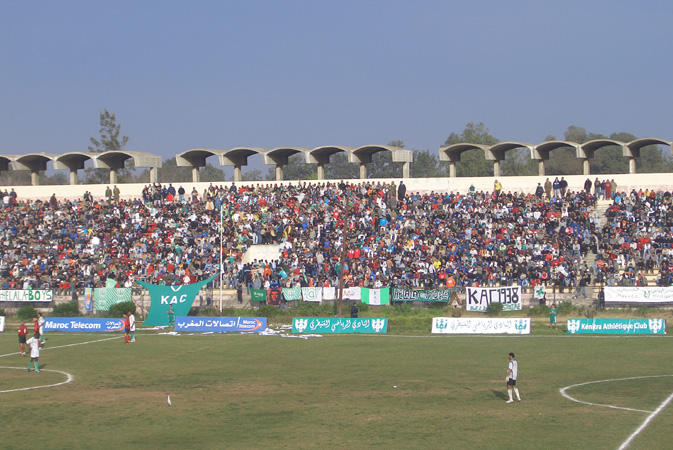
الملعب البلدي بالقنيطرة

صورة تصميم ملعب القنيطرة بعد إصلاحه و رفع طاقته الإستيعابية لتصل إلى 30 ألف مقعد

## شعارات النادي

## سجل النادي
|  | البطولات               | عدد الألقاب | سنوات الألقاب          | سنوات الوصافة    |
|  | ---------------------- | ----------- | ---------------------- | ---------------- |
|  | الدوري المغربي الممتاز | 4           | 1960، 1973، 1981، 1982 | 1979، 1985       |
|  | كأس العرش              | 1           | 1961                   | 1969، 1976، 1991 |
|  | كأس السوبر             |             |                        | 1960، 1961       |
|  | كأس العرب              |             |                        | 1984             |

## قميص النادي القنيطري
| القميص الرسمي 1 |

## سنوات السبعينات
خلال سنوات السبعينات كانت الكاك تضم عددا من اللاعبين الدوليين في صفوفها أمثال محمد الرياد و بوجمعة بنخريف و محمد زويتة الملقب بكالا وآخرون.... ودائما تحت إشراف الرئيس السيد أحمد الصويري. هذا الجيل سيحقق ثاني لقب للبطولة في تاريخ النادي سنة 1973. بعد تحقيق الفريق للقب الثاني في تاريخه عمل المدرب الأيبيري Vergas على تصعيد مجموعة من الشباب إلى الفريق الأول لكن هذه التجربة باءت بالفشل وسقط النادي للقسم الثاني خلال موسم 73/74 .

## سنوات الثمانينات
سنوات الثمانينات شكلت الجزء الأبرز من تاريخ النادي العريق خلال هذه الحقبة الفريق سيحمل ألوان مدينة القنيطرة عاليا وسيفرض نفسه كأحسن الأندية المغربية وكان المزوّد الأساسي للمنتخب الوطني
حيث كان هناك 6 لاعبون من النادي القنيطري في الفريق الوطني وهم محمد البوساتي الهدّاف الأسطوري وجمال جبران ونقيلة ونور الدين البويحياوي وعزيز بوعبيد وخليفة العابد هؤلاء كانوا رسميين بالمنتخب
للإشارة محمد البوساتي يعتبر الهدّاف الأسطوري للبطولة الوطنية ب 25 هدف سجلها في موسم واحد كان ذلك في موسم 1980-1981 بعد الفوز بلقبين متتالين للبطولة سنة 81 و82ليصبح المجموع أربع ألقاب حقق النادي إنجازا آخر وكان ذلك بوصوله لربع نهائي كأس إفريقيا للأندية البطلة 1983 حيث اعتبر أول نادي مغربي يحقق هذا الإنجاز، وفي سنة 1984 الفريق يفرض نفسه عربيا حيث شارك في عصبة الأبطال العربية وبعد ذلك بسنة 85 احتل المركز الثاني في البطولة الوطنية وراء المغرب الفاسي الذي فاز باللقب.

## سنوات التسعينات
بعد الهزيمة في نهاية كاس العرش ضد الكوكب المراكشي النادي القنيطري لن يجد سنواته الذهبية بعد ذلك وسيفقد بريقه وفي سنة 1995 ونظرا للمشاكل المادية الفريق ينزل للقسم الوطني الثاني ولن يحقق الصعود الا سنة 2003 بحيث لن يطل به المطاف في قسم الصفوة ليعود للرسوب سنتين بعد ذلك. في موسم 2006/2007 حقق النادي القنيطري العودة لقسم الأضواء. قبل أن يعود لقسم الظلمات موسم 2016/2017 بعدما عانى كثيرا في العشر سنوات التي قضاها في قسم الكبار حيث كان في كل موسم ينافس على البقاء بدون أهداف مسطرة أو بيداغوجية عمل معينة، اذ كان أفضل انجاز له منذ العودة هو تحقيقه للمركز التاسع في أحد الموسم إضافة لبلوغه لنصف نهائي ’كأس العرش’ سنة 2011.

## ملعب النادي
افتتح الملعب البلدي بالقنيطرة سنة 1941، أُنشئ في بداية أربعينيات القرن الماضي ليحتضن مباريات الفريق المحلي. هناك حاليا مشروع إعادة صيانة وترميم للملعب وكذلك إضافة مدرجات خلف المرمى لرفع الطاقة الاستيعابية للملعب بسبب المعــانــاة التي يعيشهــا الجمهور القنيطري وذلــك نظراً لصغر حجم الملعب البلدي الذي تقــارب سعته 20 ألف متفرج والجمهور القنيطري يتجــاوز هذا الرقم بكثير حيث أن معظم المشجعين يبقون واقفيـن في ضل الاكتظــاظ والتزاحم الدي يشهد الملعب بسبب الكم الجمـاهيري الغفير. ولذلك تم إتخاذ هذا القرار، وتم الكشف عن الشركــة التي ستقوم بــانجــاز الأمور المخطط لهـا وهي نفس الشركــة التي قــامت ببنــاء مركب فــاس الجديد، وستشمل التجهيــزات كذلك:
- إعــادة تعشيب أرضيــة الملعب بــالعشب الصنـاعي من الجيل الثالث
- إضــافة الأضواء الكــاشفة
- بناء مستودعات جديدة
- غرفة للاصــابــات المستعجلة

ومن المنتظر أن تهم الإصلاحات، كذلك إضافة مرافق عصرية من مكاتب إدارية، ومصحة، وقاعة اللياقة البدنية، ومتاجر، ومطاعم، وسيتحول شكل الملعب من دائري إلى مستطيل في حلة جديدة تتماشى مع تاريخ النادي القنيطري وهو يتسع ل 40.000 ألف متفرج. وتم افتتاحه ليمارس فيه النادي علما أنه لم يكتمل بعد في بعض من جنباته . الملعب البلدي ليس فقط الملعب الوحيد الذي سوف يتم إصلاحه، بل كذلك ملعب دار الشباب وملعب مسيرة وسوف يتم كذلك افتتاح القاعة،
- (بالعربية) فيديو تكسية الملعب البلدي بالعشب الاصطناعي

## لاعبون سابقون
أهم اللاعبين الذين علقت أسماؤهم بالذاكرة الرياضية وساهموا في أمجاد النادي القنيطري هم:
- محمد البوساتي:من بين اللاعبين الذين حفروا أسماءهم في ذاكرة الجمهور القنيطري والوطني الذي حطم الرقم القياسي في عدد الأهداف، فقد سجل 27 هدفا في الموسم الرياضي 1981ـ 1982 ولم يتمكن أي لاعب إلى اليوم من تجاوز هذا الرقم.
- يوسف شيبو : الذي احترف كرة القدم في البرتغال وإنجلترا .

## سقوط العملاق القنيطري للهواة
في اليوم الجمعة وبالضبط في 9 يوليو سنة 2021 سقط نادي القنيطري للقسم الهواة لأول مرة في تاريخه بعد تعرضه للخسارة في الجولة الأخيرة من البطولة الوطنية للقسم الثاني ضد نادي الاتحاد البيضاوي مما خلفة صدمة ودهشة لانصاره . وولد الحزن في المدينة القنيطرة بسبب تعرض نادي القنيطري لأزمة خانقة وهو الذي كان منذ عقدين تقريباً، أحد أعمدة كرة القدم المغربية على مر تاريخها بل إن الحدث كان حدثاً في المغرب بعدما تأسف أغلب المتتبعين للشأن الكروي، عن الأوضاع التي آل إليها فريق أعطى الشيء الكثير للكرة الوطنية، لكنه ذهب ضحية صراعات وسوء تسيير . مع كل هذه الاخفاقات سيظل النادي القنيطري أحد الاندية التي أعطت توهجا للكرة المغربية والتي كان كل نادي قبل عقود يضرب له ألف حساب .

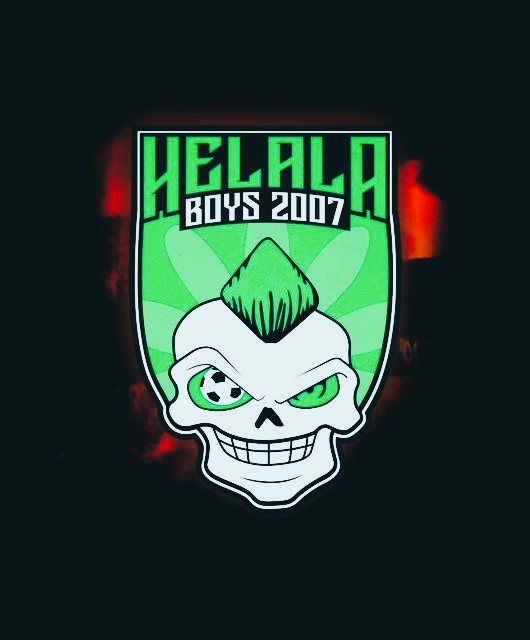
شعار حلالة بويز

تعتبر جماهير النادي القنيطري من أفضل الجماهير المغربية على صعيد الوطني ، ويطلق على جماهير القنيطرة بإسم حلالة بويز تم تأسيسها سنة 2007 في مدينة القنيطرة لتساند النادي القنيطري المحلي للصعود إلى القسم الوطني المغربي الأول ، ومعنى إسم حلالة بويز هو دمج كلمتين (حلالة و بويز) ، حلالة والمقصود بها إسم النبتة جميلة الشكل و مشهورة في مدينة القنيطرة منذ زمن بعيد حيت كانت تصدر إلى بعض الدول و تستخدم في صنع العطور فأصبح هاذا إسم مقترن بالمدينة و هدا ما إستغله أعضاء الالتراس و إستغلاله إفتخرا بهذه النبتة، يتكون المؤسسون حلالة بوزيز من 28 شخصا وكانوا يرفضون أن يتم نسب هته الإنجازات إلى أسمائهم ، و يعتبرون هذه الإنجازات التي حققتها المجموعة إلى حد الأن هي مفخرة المدينة و مفخرة كل واحد ينتمي إلى مدينة القنيطرة .

## وصلات خارجية
- الموقع الرسمي